# Анімістична помилка
Анімістична помилка - це неформальна помилка , яка полягає у твердженні, що подія або ситуація обов'язково виникла тому, що хтось навмисно діяв, щоб спричинити це. Хоча можливо, хтось мав на меті досягти певної мети, помилка з’являється в аргументі, який стверджує, що це повинно бути так. Назва помилки походить від анімістичної віри в те, що зміни у фізичному світі є роботою свідомих духів.

## Приклади
Томас Соуелл у своїй книзі «Знання та рішення» (1980) наводить кілька аргументів як приклади анімістичної помилки:
- що люди завжди заробляють багатство завдяки кращому вибору;
- що центральне планування необхідно для запобігання хаосу в суспільстві.

Соуелл неодноразово відкидає необхідність того, що порядок походить від задуму, і зазначає, що помилкові анімістичні аргументи, як правило, дають пояснення, які потребують порівняно мало часу для реалізації. У цьому світлі він протиставляє шестиденне створення світу, описане в Біблії, розвитку життя протягом мільярдів років, описаному еволюцією.